# Cris Huerta
Crisanto Huerta Brieva (oft Chris Huerta; * 26. Januar 1935 in Lissabon; † November 2004 in Madrid) war ein portugiesischer Schauspieler.

## Leben
Huerta wuchs in Madrid auf und studierte zunächst Wirtschaftswissenschaften, bevor er das Studium zugunsten einer Schauspielerkarriere aufgab. Er war einer der meistbeschäftigten Charakterdarsteller der 1960er und 1970er Jahre und arbeitete sich von Kleinstrollen bis zum führenden Nebendarsteller in allerdings oftmals mit schmalsten Budgets ausgeführten Arbeiten. Der füllige, meist bärtige und mit Ansatz zur Glatze ausgestattete Schauspieler interpretierte in über 100 Rollen mexikanische Banditen, Barkeeper und schmierige Geschäftsleute. Häufig war er auch der sympathische Sidekick des Helden. Einen Großteil seiner Filme stellen Italowestern dar. Nach 1977 nahmen seine Auftritte quantitativ stark ab.

## Filmografie (Auswahl)
- 1961: Ursus – Rächer der Sklaven (Ursus)
- 1963: Ein fast anständiges Mädchen (Una chica casí formal)
- 1963: Die Revolte der Sieben (Gli invincibili sette)
- 1964: Das Gesetz der Zwei (I due violenti)
- 1964: Höllenfahrt nach Golden City (Fuerte perdido)
- 1964: Die letzte Kugel traf den Besten (Aventuras del Oeste)
- 1965: Das Geheimnis des Dr. Z (Miss Muerte)
- 1965: Der letzte Mohikaner
- 1965: Die vier Geier der Sierra Nevada (I quattro inesorabili)
- 1966: Die 7 Pistolen des McGregor (7 pistole per i MacGregor)
- 1966: Kopfgeld: Ein Dollar (Navajo Joe)
- 1966: Residencia para espías
- 1966: Rote Rosen für Angelica (Rose rosse per Angelica)
- 1967: Amor en el aire
- 1967: Bandidos
- 1967: Dos cruces en Danger Pass
- 1967: Schöne Isabella (C'era una volta…)
- 1968: Einer nach dem anderen – ohne Erbarmen (Uno ad uno sin piedad)
- 1968: Friedhof ohne Kreuze (Une corde, un colt…)
- 1968: Los que tocan el piano
- 1969: Friß oder stirb (Vivi o preferibilmente morti)
- 1970: Arriva Garringo (Reza por tu alma… y muere)
- 1970: Bleigewitter (Reverendo Colt)
- 1970: Captain Apache
- 1970: Kanonen für Cordoba (Cannon for Cordoba)
- 1970: Der größte aller Freibeuter (Il corsaro)
- 1970: Robin Hood, der Befreier (Il magnifico Robin Hood)
- 1970: Sandokan – Der Tiger von Malesia (Le tigri di Mompracem)
- 1970: … und Santana tötet sie alle (Un par de asesinos)
- 1971: Kein Requiem für San Bastardo (A Town Called Hell)
- 1971: Black Beauty
- 1971: Un colt por 4 cirios
- 1971: Sein Schlachtfeld war das Bette (Le calde notti di Don Giovanni)
- 1971: Vamos a matar Sartana
- 1972: Ben und Charlie (Amico, stammi lontano almeno un palmo)
- 1972: Ein Halleluja für Spirito Santo (Un oomo avvisato mezzo ammazzato… Parola di Spirito Santo)
- 1972: Kill!
- 1972: Meine Kanone, mein Pferd… und deine Witwe (Tu fosa será la exacta… amigo)
- 1972: Ninguno de los tres se llamaba Trinidad
- 1972: Whisky, Plattfüße und harte Fäuste (Los fabulosos de Trinidad)
- 1973: Alle für einen – Prügel für alle (Tutti per uno… botte per tutti)
- 1973: …E così divennero i tre supermen del West
- 1973: Fäuste – Bohnen und… Karate! (Storia di karatè, pugni e fagioli)
- 1973: Les Humphries: Es knallt – und die Engel singen
- 1973: Kennst Du das Land, wo blaue Bohnen blüh’n? (Lo chiamavano Tresette… giocava sempre col morto)
- 1973: La segretaria
- 1973: Wenn Engel ihre Fäuste schwingen (Fuori uno sotto un altro… arriva il Passatore)
- 1974: Chicas de alquiler
- 1974: Dicke Luft in Sacramento (Di Tresette ce n'è uno, tutti gli altri son nessuno)
- 1974: Dick Turpin
- 1975: El colegio de la muerte
- 1975: Ganz dicke da (Imposible para una solterona)
- 1975: Stetson – Drei Halunken erster Klasse (Il bianco, il giallo, il nero)
- 1975: Das Tal der tanzenden Witwen
- 1976: Zwei linke Brüder auf dem Weg zur Hölle (Storia di arcieri, pugni e occhi neri)
- 1979: Die Brut des Bösen
- 1984: Rush II – Final Game (Rage – Fuoco incrociato)
- 1987: El aullido del diablo
- 1987: Vagabunden wie wir (I picari)
- 1989: Aquí huele a muerto… (¡pues yo no he sido!)